# Space Is the Place
Space Is the Place è un album discografico del musicista jazz Sun Ra pubblicato nel 1973 dall'etichetta Blue Thumb Records.

## Il disco
L'album venne originariamente pubblicato in formato LP dalla Blue Thumb Records; nell'era del CD fu ristampato dalla Impulse! Records:
- Blue Thumb BTS 41 (1973)
- Vogue 10.021 (Francia)
- Impulse! IMPD-249 (CD, 1997)

Le note interne dell'album contengono poesie tratte dal libro The Immeasurable Equation di Sun Ra.

### Descrizione
Il disco è costituito da cinque brani musicali improntati al free jazz con tracce di swing e R&B. Notevole la title track della durata di ben 21 minuti, nella quale, sopra un riff di sassofono rhythm and blues, le quattro coriste ripetono incessantemente la frase «space is the place» come fosse un mantra per tutta la durata della canzone. Il brano alterna passaggi dissonanti dominati dallo stridio del sax e dalle percussioni tribali, a momenti di relativa calma talvolta anche orecchiabili. Dopo il tour de force del brano precedente, Images a confronto è un canonico brano jazz swingato nella tradizione delle Big Band. Segue in una simile vena Discipline, mentre invece con Sea of Sounds torna prepotentemente in primo piano la cacofonia free jazz con l'utilizzo di strazianti assoli al sax ed arrangiamenti apparentemente caotici e rumoristici. L'album si conclude con una breve versione di Rocket Number Nine, poco più di uno scherzo motivico dove vengono continuamente ripetute le parole: «Take Off for the Planet Venus».

## Tracce
- Tutti i brani sono opera di Sun Ra

1. Space is the Place - 21:14
2. Images - 6:15
3. Discipline - 4:50
4. Sea of Sounds - 7:42
5. Rocket Number Nine - 2:50

## Formazione
Musicisti
Sun Ra and his Astro Intergalactic Infinity Arkestra:
- Sun Ra - Piano (2), Farfisa = organo spaziale (1,3,4,5)
- Akh Tal Ebah - tromba (2), flicorno (4), voce (1)
- Kwame Hadi (Lamont McClamb - tromba (2,4)
- Marshall Allen - sax alto (4), flauto (3)
- Danny Davis - sax alto (4), flute (3)
- John Gilmore - sax tenore (2,3,4), voce (1,5)
- Danny Thompson - sax baritono (1), flauto (3), voce (5)
- Eloe Omoe - clarinetto basso (1,5), flauto (3)
- Pat Patrick - basso (1,2), sax baritono (4), voce (5)
- Lex Humphries - batteria (4)
- Atakatun (Stanley Morgan) & Odun (Russel Branch) - percussioni (4)

("come tutti i marines sono fucilieri, tutti i membri dell'Arkestra sono percussionisti")
Voci spaziali etniche:
- June Tyson, Ruth Wright, Cheryl Banks, Judith Holton (1,5)

Produzione
- Alton Abraham e Ed Michel - produzione